# 阿约帕亚县

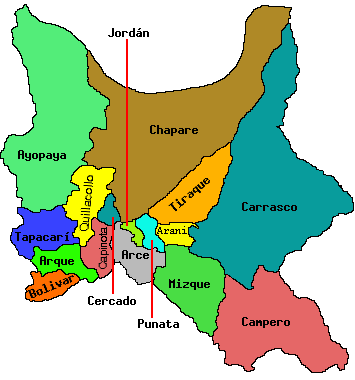

阿約帕亞县（西班牙語：Provincia de Ayopaya），是玻利維亞的县份，位於該國中部，屬於科恰班巴省的一部分，县府設於阿約帕亞，面積9,620平方公里，人口60,959，人口密度每平方公里6.34人。